# La Nostra Revista
La Nostra Revista (en español: Nuestra Revista) fue una revista cultural y política española editada en catalán por los exiliados españoles en México desde 1946 a 1954, fundada por Avel·lí Artís i Balaguer. Al principio se publicaba mensualmente, pero desde 1951 fue muy irregular. Avel · lí Artís era director y el redactor jefe, el secretario fue Vicenç Riera Llorca y, los últimos años, Joan Rossinyol.
Se dividía en secciones: panorama político, teatro, música y los músicos, las artes y los artistas, revistas y periódicos y la economía ultradirigida. Fue ilustrada por los artistas Francesc Domingo, Emilio Grau Sala, Gausachs, Carles Fontseré y Avel·lí Artís-Gener. Editada por Edicions Catalònia, editorial fundada en México por el mismo Avel · lí Artís, también llamada Colecciò Catalònia en una primera etapa. Aunque la temática principal era cultural, sin embargo también se interesaba por temas políticos, reflejando los ideales de Esquerra Republicana de Catalunya y Acció Catalana fundamentalmente.
Se publicaba numerosa información y crónicas de Cataluña en el periodo franquista. Promovió debates a través de intervenciones escritas y se estudiaron obras desde diversos puntos de vista. La publicación se equiparaba a las revistas de calidad anteriores a la guerra civil española, y por eso se la considera una de las tribunas intelectuales más importantes del exilio catalán. Así, en 1953 fue una de las promotoras de la Conferencia Nacional Catalana de México.
Tenía corresponsales literarios en Francia, en el Reino Unido y Estados Unidos (Rafael Tasis i Marca, Fermí Vergés, Jaume Miravitlles i Navarra). Los colaboradores eran políticamente bastante eclécticos: Mercè Rodoreda, Joaquim Bernadó, Ventura Gassol, Antonio Ribera, Abelardo Tona i Nadalmai, Joan Fuster, Antoni Rovira i Virgili, Josep Carner, Ferran Canyameres, Pere Bosch i Gimpera, José Ferrater Mora, Pere Foix, Manuel Serra i Moret, Pere Calders, Avel · lí Artís-Gener, Miguel Ferrer Sanxis, Josep Soler i Vidal, Marcel Santaló, Agustí Cabruja, Rafael Tasis y Ramon Vinyes. Desapareció cuando murió el fundador. Su hijo Avel·lí Artís-Gener la continuó y la dirigió con el nombre de La Nova Revista (1955-1958) con unas características y unos colaboradores similares.